# Harlem United Football Club
Maillots
Le Harlem United Football Club est un club dominiquais de football basé à Newtown. Il dispute ses rencontres à domicile au Windsor Park Stadium de Roseau. C'est de loin le club le plus titré du football dominiquais, avec vingt titres de champion.

## Histoire
Fondé en 1970 sous le nom de Harlem Rovers, le club remporte son premier titre national l'année de sa fondation. Il est sacré à vingt reprises en championnat national.
En dépit de ses nombreux succès en championnat, le club ne compte qu'une seule apparition en compétition continentale, la fédération de Dominique n'engageant pas régulièrement une formation en CFU Club Championship. Lors de l'édition 2000, la formation de Newtown termine dernière de sa poule, avec un bilan d'un match nul et deux défaites. Il aurait également dû jouer la CFU Club Championship 2003, mais comme de nombreux clubs cette année-là, Harlem a dû déclarer forfait avant le début de la compétition.
En plus de ses multiples titres de champion, Harlem United compte à son palmarès treize Knock-Out Tournament, la Coupe nationale dominiquaise.

## Noms successifs
- 1970-1977 : Harlem Rovers
- 1978-2002 : Harlem Bombers
- Depuis 2002 : Harlem United

## Palmarès
- Championnat de Dominique (20)
  - Vainqueur : 1970, 1972, 1973, 1974, 1981, 1983, 1985, 1989, 1992, 1993, 1994, 1995, 1997, 1999, 2000, 2001, 2003, 2004, 2006, 2012
  - Vice-champion : 2017

- Knock-Out Tournament (13)
  - Vainqueur : 1970, 1971, 1973, 1974, 1976, 1978, 1980, 1984, 1992, 1994, 1997, 2003, 2004